# Odontolabis pareoxa
Odontolabis pareoxa es una especie de coleóptero de la familia Lucanidae.

## Distribución geográfica
Habita en la India.